# Polkadotbotia
Polkadotbotia (Botia kubotai) är en sötvattenslevande fisk i familjen nissögefiskar som finns i Myanmar. Den är även en populär akvariefisk. Arten kallas också kwaibotia.

## Utseende
En avlång fisk med nedåtriktad mun- Grundfärgen är svart med åtta stora, gula fläckar på varje sida, ordnade i två längsstrimmor och fyra tvärstrimmor. Med stigande ålder blir de gula fläckarna mer avlånga, och mindre, gula markeringar uppträder mellan dem. Som mest kan arten bli 8,5 cm lång.

## Vanor
Polkadotbotian är en sötvattenslevande bottenfisk.

## Utbredning
Arten finns i Myanmar i Ataranfloden.

## Akvariefisk
Polkadotbotian är en fredlig akvariefisk som dock har höga krav på vattenkvaliteten. Den föredrar en temperatur på 24 till 28 C och ett pH från 6,8 till 7,3, och bör lämpligtvis hållas i grupp. Den vill ha många gömställen, som ihåliga klippstycken, stenar och trädgrenar. Arten är inte speciellt nogräknad när det gäller dieten, men föredrar animalisk föda, tinad, djupfryst eller levande. Speciellt fjädermygglarver ("blodmaskar") är omtyckta. Den tar även växtföda som gurka.